# Майорон
Майорон — гіпотетичний тип голдстоунівського бозона, необхідний для збереження лептонного числа у деяких реакціях фізики високих енергій, наприклад таких як

e−
 + 
e−
 → 
W−
 + 
W−
 + 
J,
де два електрони стикаються і утворюють два W-бозони і майорон J. Симетрія U(1)B–L вважається глобальною і спонтанно порушеною, так що майорон не поглинається калібрувальними бозонами.